# Trachysomus thomsoni
Trachysomus thomsoni là một loài bọ cánh cứng trong họ Cerambycidae.